# الأسرة المصرية السادسة عشر
الأسرة المصرية السادسة عشر  كانت سلالة من الفراعنة حكمت منطقة طيبة في صعيد مصر لمدة 70 عامًا (من عام 1649 - 1582 قبل الميلاد).
غطت الأسرة السادسة عشر فترة من الزمن حين كانت مصر محكومة من مجموعة من الممالك الهكسوسية في الشمال ( الدلتا ). وحكام مصر العليا الذين كانوا يحكمون من طيبة.
أما هؤلاء الملوك الهكسوس الذين كانوا يحكمون مصر السفلى فقد عُرفوا من بياناتهم في بردية تورين للملوك،

## ملوك الأسرة السادسة عشر
| الاسم                  | اسم التتويج        | تعليق                                                         | مدة الحكم                                      |
| ---------------------- | ------------------ | ------------------------------------------------------------- | ---------------------------------------------- |
| —                      |                    | اسم الملك الأول في بردية تورين للملوك مفقود ولا يمكن استعادته | غير معروف                                      |
| دجييوتي                | Sekhemresementawy  | –                                                             | 3 سنوات                                        |
| سوبك حتب الثامن        | Sekhemreseusertawy | –                                                             | 16 سنة                                         |
| نيفير هوتب الثالث      | Sekhemresankhtawy  | –                                                             | سنة                                            |
| مونتومحات              | Seankhenre         | قد يكون أحد ملوك الأسرة السابعة عشر                           | 1628-1627 قبل الميلاد                          |
| نيبيراو الأول          | Sewadjenre         | –                                                             | 1627–1601 قبل الميلاد                          |
| نيبيراو الثاني         | Neferkare(?)       | –                                                             | حوالي 1600 قبل الميلاد                         |
| –                      | Semenre            | –                                                             | حوالي 1600 قبل الميلاد                         |
| بيبيانخ                | Seuserenre         | –                                                             | 1603–1591 قبل الميلاد أو 1600–1588 قبل الميلاد |
| ديدوموس الأول          | Djedhotepre        | قد يكون أحد ملوك الأسرة الثالثة عشر                           | حوالي 1588–1582 قبل الميلاد                    |
| ديدوموس الثاني         | Djedneferre        | –                                                             | حوالي 1588–1582 قبل الميلاد                    |
| دجيدانكر مونتمساف      | Djedankhre         | –                                                             | حوالي 1590 قبل الميلاد                         |
| ميرانكر منتوحتب السادس | Merankhre          | –                                                             | حكم لفترة قصيرة , حوالي سنة 1585 قبل الميلاد   |
| سنوسرت الرابع          | Seneferibre        | –                                                             | غير معروف                                      |
| سيكهمر شيدواست         | Sekhemre           |                                                               | غير معروف                                      |

تتابع الأسر خلال الفترة الانتقالية الثانية
| خويس          | أواريس    | مصر السفلى | مصر الوسطى | مصر العليا    | النوبة         |
| ------------- | --------- | ---------- | ---------- | ------------- | -------------- |
|               |           |            | الأسرة 13  |               |                |
| الأسرة 14     |           |            |            |               |                |
|               | الأسرة 15 |            |            |               |                |
| سيطرة الهكسوس |           | الأسرة 16  |            | سيطرة الهكسوس |                |
|               |           |            |            |               | الأسرة الكوشية |
|               |           |            |            | الأسرة 17     |                |
|               |           |            |            |               |                |
|               |           |            |            |               |                |
|               |           |            |            |               |                |

## معرض صور

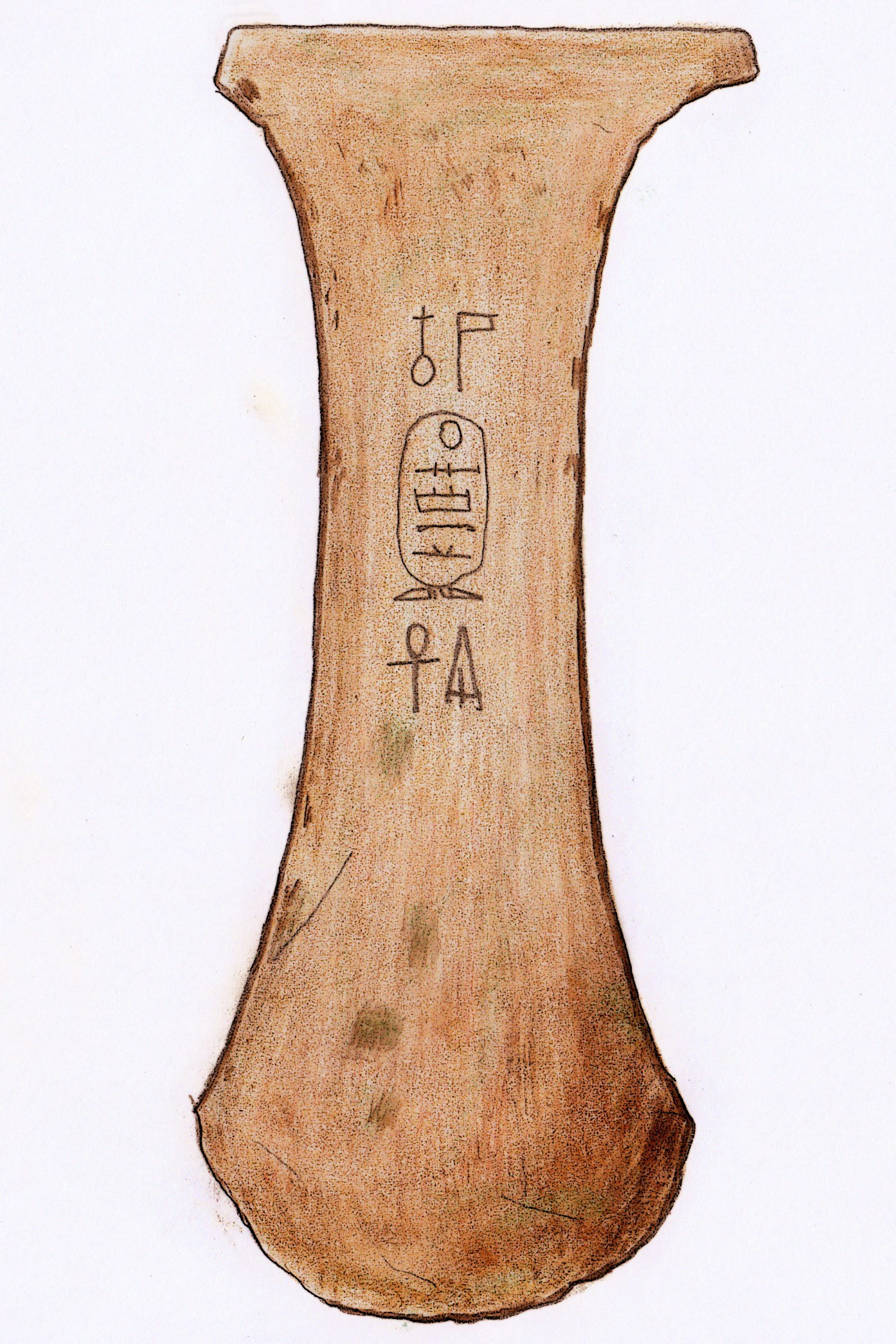
رسم لرأس فأس مصري قديم يظهر عليه اسم الفرعون سيمنري. متحف بتري UC30079.
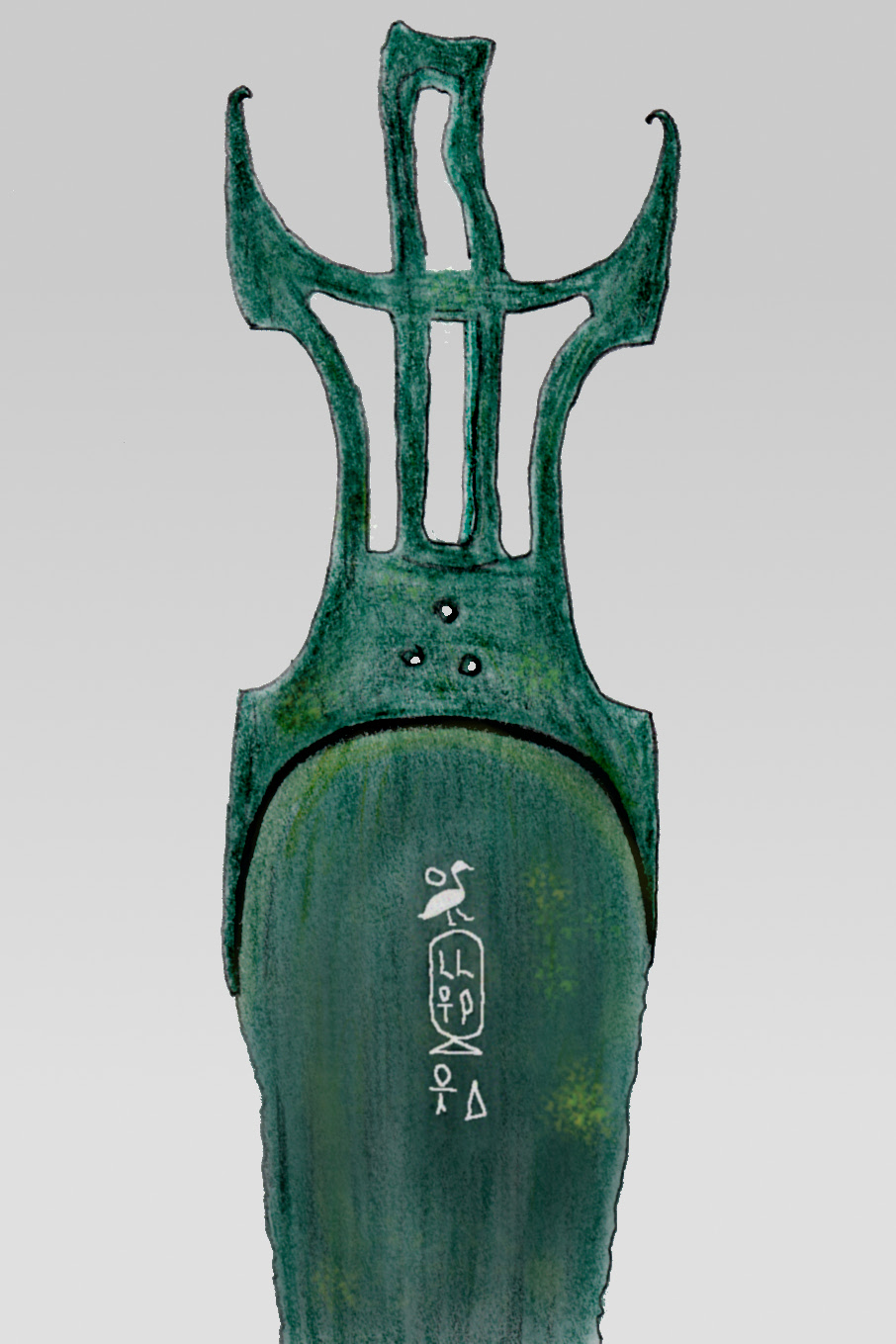
رسم للجزء العلوي من خنجر مصري قديم يحمل اسم الفرعون بيبيانخ. المتحف البريطاني EA66062.
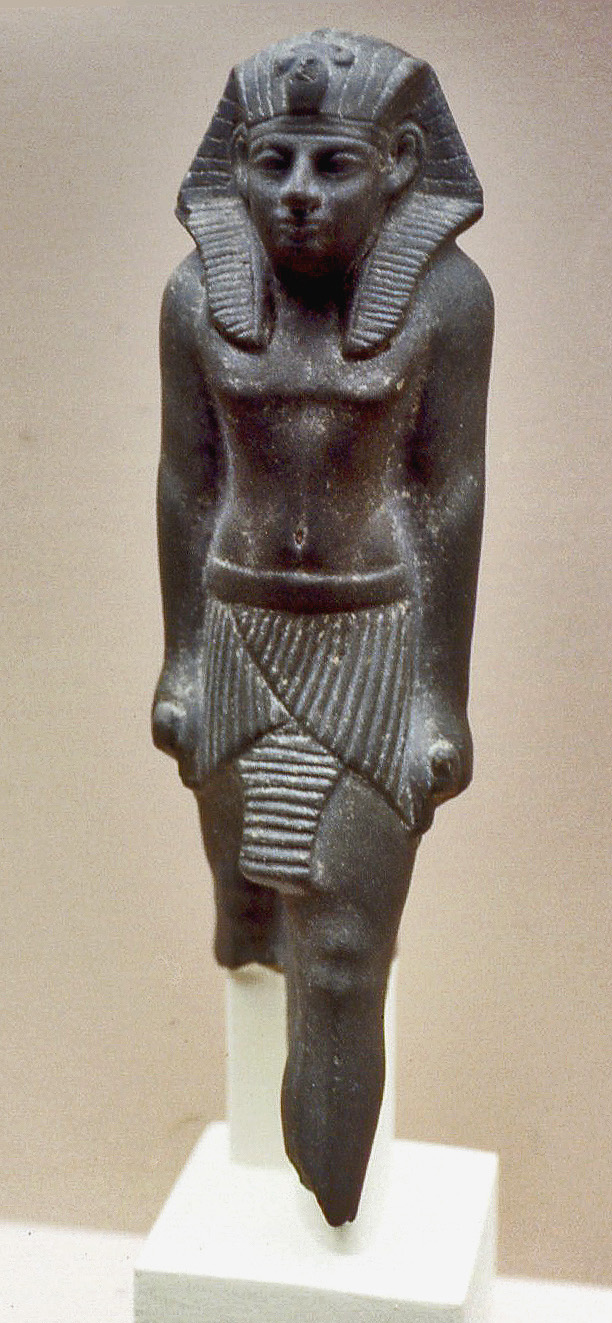
تمثال للملك ميرانكر منتوحتب السادس . المتحف البريطاني EA 65429.
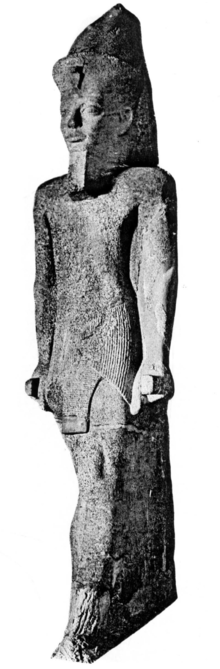
تمثال ضخم لسنوسرت الرابع اكتشفه جورج ليجرين في الكرنك. يبلغ ارتفاع التمثال 2 متر و 75 سم ومصنوع من الجرانيت الوردي.